# Лурдська порода
Лурдська порода (фр. Lourdaise) — порода великої рогатої худоби м'ясо-молочного напряму продуктивності. В минулому мала потрійний (м'ясо-молочно-робочий) напрямок продуктивності. Як окрема порода відома з початку 20 століття. У 20 столітті, у зв'язку з механізацією сільського господарства, робочі якості породи втратили своє значення, поголів'я породи зменшилося, порода опинилася на межі існування. Назва породи — від назви міста Лурд, столиці департаменту Верхні Піренеї.

## Історія

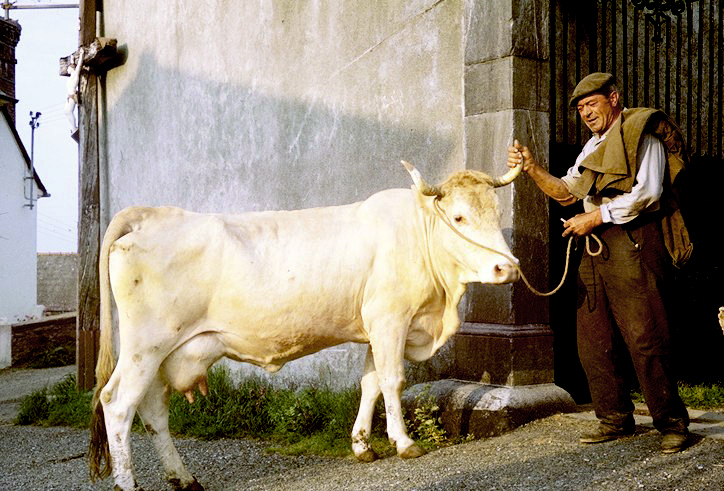
Корова лурдської породи. Комуна Бурреак, 1966 рік.

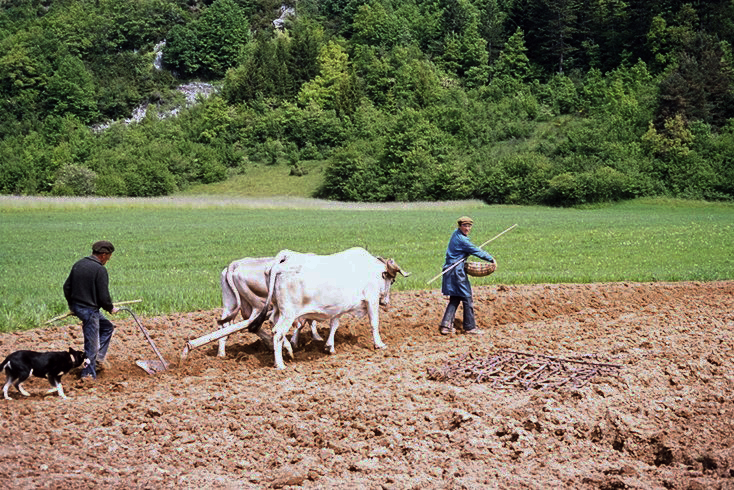
Орні роботи, виконуванні з використанням паровиці з лурдських корів в ролі тяглової сили. Фото 1970-х років.

Перші згадки про лурдську худобу як окрему і нечислену породу (20 000 корів) відносяться до початку 20 століття. Її розводили на заході французьких Піренеїв. Порода мала молочно-м'ясо-робочий напрям продуктивності. Будучи середнього розміру, худоба добре підходила до роботи на невеличких фермах, а за надоями і якісттю молока наближалася до корів бордоської породи. У середині 20 століття через механізацію сільського господарства, що викликала відмову від живого тягла, та через розвиток інших вузько спеціалізованих порід великої рогатої худоби, поголів'я лурдської породи зменшилося. У 1970 році налічувалося лише кілька дюжин голів цієї породи. У 1982 році було взято сім'я від кількох бугаїв і розроблено програму зі збереження породи. У 2003 році породу було об'єднано у одну групу з ор-ет-сен-жиронською породою (також відома під назвою «каста»). У 2010 році налічувалося 303 корови лурдської породи, що утримувалися у 48 стадах (господарствах).

## Опис
Масть тварин біла та кремова. Середній зріст корів становить 135 см. Жива маса бугаїв — 900—1000 кг, корів — 650—700 кг. Худоба слухняна, цінується фермерами за легку адаптацію до життя на гірських пасовищах. Все ще зберігається її молочний потенціал.

## Поширення
Худоба лурдської породи поширена на півдні Франції — у регіонах Нова Аквітанія та Окситанія.

## Виноски
1. 1 2 3 4 5  Lourdais. // Valerie Porter, Lawrence Alderson, Stephen J.G. Hall, D. Phillip Sponenberg (2016). Mason's World Encyclopedia of Livestock Breeds and Breeding [Архівовано 21 грудня 2016 у Wayback Machine.] (sixth edition). Wallingford: CABI. — P. 233. ISBN 9781780647944. (англ.)
2. 1 2  Race bovine Lourdaise. Сайт "Races de France" http://www.racesdefrance.fr. Maison Nationale des Éleveurs. Архів оригіналу за 2 лютого 2017. Процитовано січень 2017. {{cite web}}: Зовнішнє посилання в |work= (довідка) (фр.)